# Communauté de communes Aunay-Caumont-Intercom
La communauté de communes Aunay-Caumont-Intercom est une ancienne communauté de communes française, située dans le département du Calvados et la région Normandie.

## Historique
La communauté de communes est créée par arrêté préfectoral du 28 novembre 2003.
Le 1er janvier 2017, elle fusionne avec la communauté de communes Villers-Bocage Intercom pour former la communauté de communes Pré-Bocage Intercom.

## Composition
Elle était composée de vingt-et-une communes, toutes situées dans le canton d'Aunay-sur-Odon :
| Nom                       | Code Insee | Gentilé       | Superficie (km2) | Population (dernière pop. légale) | Densité (hab./km2) |
| ------------------------- | ---------- | ------------- | ---------------- | --------------------------------- | ------------------ |
| Aunay-sur-Odon (siège)    | 14027      | Aunais        | 12,74            | 3 168 (2021)                      | 249                |
| Bauquay                   | 14056      | Buxois        | 1,79             | 284 (2021)                        | 159                |
| La Bigne                  | 14073      | Bignetons     | 3,85             | 212 (2021)                        | 55                 |
| Brémoy                    | 14096      | Brémontois    | 12,50            | 219 (2014)                        | 18                 |
| Cahagnes                  | 14120      | Cahagnais     | 24,35            | 1 400 (2014)                      | 57                 |
| Campandré-Valcongrain     | 14128      | Campandréens  | 6,57             | 89 (2021)                         | 14                 |
| Caumont-l'Éventé          | 14143      | Caumontais    | 6,27             | 1 357 (2021)                      | 216                |
| Dampierre                 | 14217      |               | 5,26             | 154 (2021)                        | 29                 |
| Danvou-la-Ferrière        | 14219      | Danvousiens   | 11,51            | 157 (2021)                        | 14                 |
| Jurques                   | 14347      | Jurquois      | 12,69            | 665 (2021)                        | 52                 |
| La Lande-sur-Drôme        | 14350      |               | 1,57             | 68 (2021)                         | 43                 |
| Livry                     | 14372      | Livernois     | 23,48            | 750 (2021)                        | 32                 |
| Les Loges                 | 14374      | Logeais       | 4,46             | 117 (2014)                        | 26                 |
| Le Mesnil-Auzouf          | 14413      | Mesnil-Ursins | 9,24             | 347 (2021)                        | 38                 |
| Ondefontaine              | 14477      |               | 15,26            | 316 (2021)                        | 21                 |
| Roucamps                  | 14544      | Roucampois    | 5,41             | 219 (2021)                        | 40                 |
| Saint-Jean-des-Essartiers | 14596      | Essartais     | 8,27             | 234 (2021)                        | 28                 |
| Saint-Pierre-du-Fresne    | 14650      |               | 3,43             | 202 (2014)                        | 59                 |
| Sept-Vents                | 14672      | Sept-Ventais  | 12,52            | 432 (2021)                        | 35                 |
| Seulline                  | 14579      |               | 31,67            | 1 103 (2014)                      | 35                 |
| La Vacquerie              | 14722      | Vacquerois    | 10,18            | 310 (2021)                        | 30                 |

Avant la création de la commune nouvelle de Seulline le 1er janvier 2016, fusionnant Saint-Georges-d'Aunay et Coulvain, elle comptait vingt-deux communes.

## Compétences
- Aménagement de l'espace
  - Aménagement rural (à titre facultatif)
  - Création et réalisation de zone d'aménagement concerté (ZAC) (à titre obligatoire)
  - Schéma de cohérence territoriale (SCOT) (à titre obligatoire)
  - Schéma de secteur (à titre obligatoire)
- Développement et aménagement économique
  - Création, aménagement, entretien et gestion de zone d'activités industrielle, commerciale, tertiaire, artisanale ou touristique (à titre obligatoire)
  - Tourisme (à titre obligatoire)
- Développement et aménagement social et culturel
  - Activités culturelles ou socioculturelles (à titre facultatif)
  - Activités sportives (à titre facultatif)
- Énergie - Hydraulique (à titre facultatif)
- Environnement
  - Assainissement non collectif (à titre facultatif)
  - Collecte et traitement des déchets des ménages et déchets assimilés (à titre optionnel)
  - Protection et mise en valeur de l'environnement (à titre optionnel)
- Voirie - Création, aménagement, entretien de la voirie (à titre optionnel)

### Administration
| Période       | Période       | Identité       | Étiquette | Qualité                |
| ------------- | ------------- | -------------- | --------- | ---------------------- |
| décembre 2003 | décembre 2016 | Pierre Lefèvre |           | Maire d'Aunay-sur-Odon |